# Pataky Attila
Pataky Attila (Miskolc, 1951. július 2. –) magyar rockzenész, 1974-től az Edda Művek énekese, frontembere.

## Élete
A Vasgyári lakótelepen született. Édesapja honvéd főhadnagyként harcolt a második világháborúban, majd két és fél év szovjet hadifogság után tért haza, és a Lenin Kohászati Művekben dolgozott. Édesanyja a közeli csokoládégyár dolgozója volt. Egy testvére született, Valéria. Házuk közvetlenül egy húsüzem mellett épült. 
Tanulmányait a Vasgyári Általános Iskolában, majd a Kós Károly Építőipari Technikumban folytatta (egy évig a Kilián György Gimnáziumban tanult, mert a túljelentkezés miatt elsőre nem vették fel a technikumba). Tizennégy éves korától a DVTK igazolt futóversenyzője lett, de már középiskolai évei során tagja volt alkalmi zenekaroknak is. Az iskola elvégzése után egy ideig a Lenin Kohászati Művekben dolgozott, majd jelentkezett a Tanárképző Főiskolára – egy nagyon rövid ideig testnevelést oktatott egy miskolci iskolában. Ezután építésztechnikusként dolgozott tovább mint ellenőr. Profi sportolói ambícióiról veseproblémái miatt le kellett tennie.
1974-ben az akkor már létező Edda zenekar, amelyet a Nehézipari Műszaki Egyetem hallgatói hoztak létre, énekest keresett. Meghallgatást tartottak, amelyre Pataky is jelentkezett, és végül őt választották. Az elkövetkező években az együttessel lépett fel Borsod-Abaúj-Zemplén megye-szerte, ám közben az Edda tagjai elvégezték tanulmányaikat, és mivel számukra a zenélés csak hobbi volt, elhagyták azt. Halász József zenekarvezető Patakyra hagyta a zenekar névjogait 1977-ben. Ő aztán újjászervezte az Eddát Miskolc általa legjobbnak ítélt zenészeiből, ekkor változott a nevük is Edda Művekre. Ez a formáció (az úgynevezett „Bakancsos Edda”) 1983-ig létezett, ekkor különféle okokból feloszlott a zenekar.

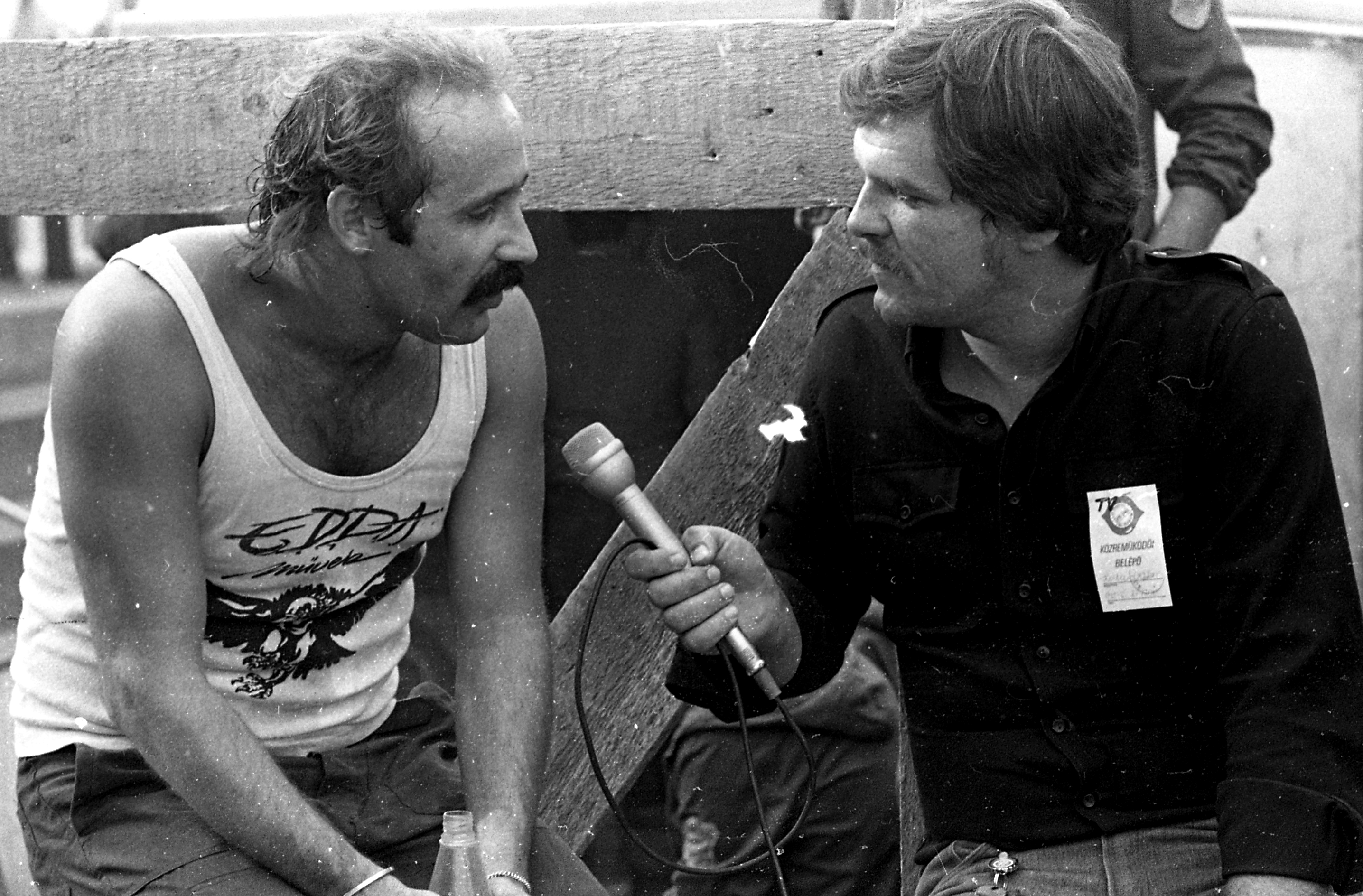
Népkerti pálya, Jubileumi Rockfesztivál, Pataky Attila és Koltay Gábor filmrendező (1983)

Pataky 1984-ben Norvégiába utazott, ahol több magyar zenésszel együtt a vendéglátóiparban kezdett el dolgozni, mint bárénekes. Miközben a színpadon aktuális világslágereket énekelt a közönségnek, már tervezte az Edda visszatérését is. Az Edda Művek 1985-ben állt újra össze, és a mai napig aktív.

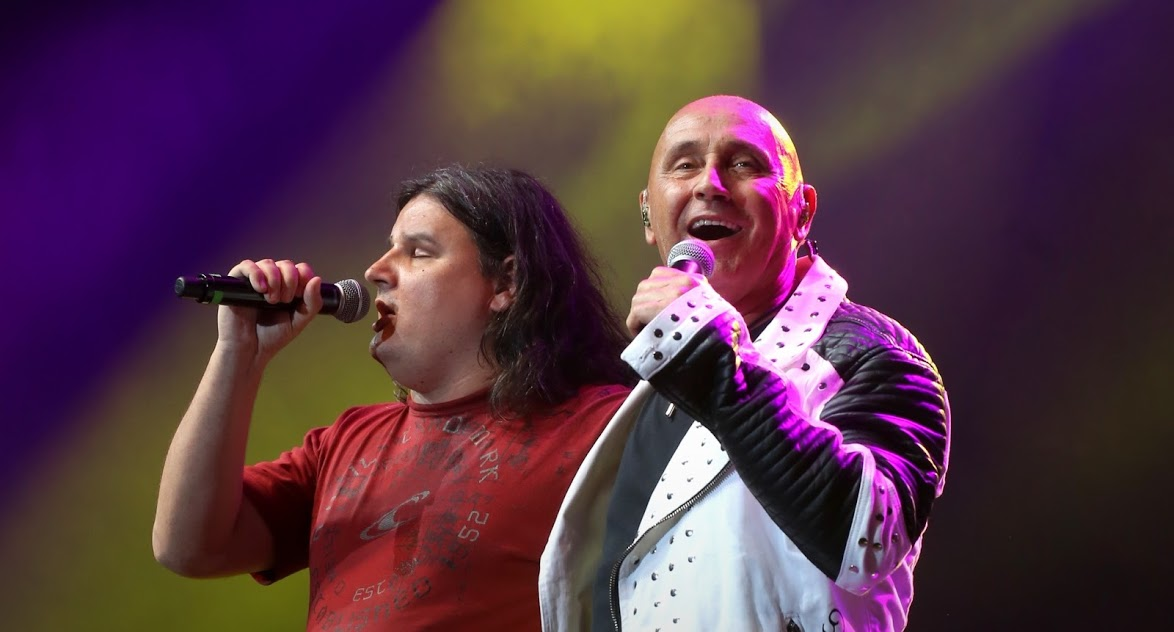
Nem Adom Fel koncert

Az 1990-es évek végén fellépett Lagzi Lajcsi Dáridó című műsorában, továbbá mulatós dalokat tartalmazó lemezeket készített. Lajcsival és Zámbó Jimmyvel közös turnéra is indultak „Három Királyok” néven. A közös fellépéseknek a Jimmyvel való konfliktus vetett véget a turné miskolci állomásán. Ezek a szereplések megosztották a közönséget, egyes vélemények szerint a két stílus (rock és mulatós) nem hiteles ugyanattól az embertől, árt az Edda megítélésének is; mások viszont úgy vélik, Pataky ezzel csak sokoldalúságát bizonyítja.

### Magánélete
Pataky háromszor nősült. Első feleségét, Pap Mártát még a gimnáziumban ismerte meg, tőle született Gergő nevű fia (1976), a Pataky Művek énekese, aki az utóbbi években rendszeres vendégszereplője az Edda-koncerteknek. Második feleségétől, Simon Beátától született Attila Csaba nevű fia. (Acsa, 2003). Jelenlegi felesége Nyikovics Orsolya. Egy unokája van.
Magát spirituálisnak valló ember, hisz a sámánizmusban és egy magasabb szintű kozmikus entitásban. Gyakran mesél saját élményeiről fénylényekkel, szellemekkel, vagy földönkívüliekkel való találkozások kapcsán, nemritkán összeesküvés-elméletekkel összekapcsolva, amelyek miatt sok kritika is érte.
2015-ben vastagbélrákkal küzdött, de az évet már negatív lelettel zárta. A Mi vagyunk a rock című könyvben is és későbbi riportokban is kategorikusan jelenti ki a 4,5 cm-es rákot pszichés eredetűnek.

### Politikai szerepvállalása
2012 óta állandó szervezője és résztvevője a Békemenet rendezvényeknek, melyek az Orbán Viktor és a Fidesz-kormány kül- és belpolitikai tevékenysége iránti támogatást hivatottak kifejezni.  Emellett nyíltan vállalja Orbán Viktorral való szoros kapcsolatát, és a Fidesz kommunikációja melletti szimpátiáját is.

## Elismerések
- Popmeccs – Az év énekese (1980)
- A Magyar Érdemrend lovagkeresztje /polgári tagozat/ (2012)
- Pro Urbe Miskolc (2014)

## Diszkográfia

### Edda Művek
- 1980: Edda Művek 1.
- 1981: Edda Művek 2.
- 1983: Edda Művek 3.
- 1984: Viszlát Edda!
- 1985: Edda Művek 5.
- 1986: Edda Művek 6.
- 1988: Változó idők
- 1988: Pataky–Slamovits
- 1989: Szaga van
- 1990: Győzni fogunk
- 1990: Best of Edda 1980–1990
- 1991: Szélvihar
- 1992: Edda Művek 13.
- 1992: Az Edda két arca
- 1993: Elveszett illúziók
- 1994: Lelkünkből
- 1994: Sziklaszív
- 1995: Edda Blues
- 1995: Edda 15. születésnap
- 1996: Elvarázsolt Edda-dalok
- 1997: Edda 20.
- 1997: Lírák II.
- 1998: Best of Edda 1988–1998
- 1998: Fire and Rain
- 1999: Nekem nem kell más
- 2000: Reader’s Digest - A magyar rockzene hőskora
- 2003: Örökség
- 2005: Isten az úton
- 2005: Platina
- 2006: A szerelem hullámhosszán
- 2009: Átok és áldás
- 2012: Inog a világ
- 2015: A sólyom népe
- 2018: Dalok a testnek, dalok a léleknek
- 2018: 44 év (DVD/Válogatott CD)
- 2021: A hírvivő

### Szólóalbumok
- 1998: Dáridó Pataky-módra
- 2000: Csupaszív – Világslágerek Pataky-módra
- 2001: Dáridó Pataky-módra 2.

## Könyv
- Pataky Attila: Bor, szex, rock & roll... és lélek; lejegyezte Imredy Péter; P. Management Kft., Bp., 2007